# Dorogi Imre (festő)
Dorogi Imre, született Drobni Imre József (Kisújszállás, 1890. február 17. – Szeged, 1976. január 29.) festőművész.

## Életrajza
Dorogi (Drobni) Henrik (1859–1930) postaaltiszt és Kocsis Etel fiaként született. 1908–1913 között a Magyar Képzőművészeti Főiskolán Balló Ede és Révész Imre tanítványa volt. Szegeden élt, elkötelezett festője volt az alföldi tájnak, a Tiszának és az ott élő embereknek. 1931. június 24-én Szegeden házasságot kötött Farkas Lajos és Taimel Viktória lányával, Mária Gizellával.
Szegeden, 1976-ban, 86 évesen érte a halál.

## Munkássága
Az 1946 júliusában megalakult Szegedi Szépműves Céh elnökévé választotta, amely az itt élő művészek támogatását, valamint egy szegedi művésztelep létesítését tűzte ki feladatául.
Az 1950-es évek elejétől művészetének realista korszakában sokat foglalkozott Tápéval. Szívesen festette a falu utcáit, a lombos fák között megbúvó házakat, a fából készült kerítéseket. Tisza iránti szeretete személyes ismerősével Juhász Gyulával rokon, aki versben írta le a Tisza hangulatát. 1984 óta utcanév őrzi Tápén a művész emlékét.
Korai művein még követte mestereinek tárgyilagos, naturalisztikus felfogását, bár monumentalitás iránti fogékonysága már ekkor is megmutatkozott, sőt az 1930-as években több nagyméretű, egyházi témájú képet is festett. Hatással volt rá a nagybányaiak felszabadult színköltészete, mely leginkább Szőnyi István és Egry József művészetével mutat rokonságot.

## Díjai, elismerései
- Népművelési Minisztérium munkajutalma (1952)
- Szeged Városi Tanács alkotói díjai (1954, 1962, 1970)
- Munka Érdemrend ezüst fokozata (1970)
- Szegedi Nyári Tárlat díja (1973)

## Kiállításai

### Egyéni kiállítások
- 1959: Móra Ferenc Múzeum Képtára, Szeged (gyűjt., kat.)
- 1970: Bartók Béla Művelődési Központ, Szeged
- 1970: Móra Ferenc Múzeum Képtára, Szeged
- 1975: Móra Ferenc Múzeum Kupolaterme, Szeged.

### Válogatott csoportos kiállítások
- 1954: Vidéken élő képzőművészek kiállítása, Ernst Múzeum, Budapest
- 1957: Ernst Múzeum, Budapest
- 1958: Szegedi Művészek retrospektív tárlata, Móra Ferenc Múzeum Képtára, Szeged
- 1959: Alföld a festészetben, Műcsarnok, Budapest
- 1967: Szegedi képzőművészek tárlata, Magyar Nemzeti Galéria, Budapest
- 1973: Vásárhelyi Őszi Tárlat, Tornyai János Múzeum, Hódmezővásárhely
- 1975: Szegedi Nyári Tárlat, Móra Ferenc Múzeum Képtára, Szeged
- 1975: Móra Ferenc Múzeum (emlékkiállítás), Szeged

## Művei közgyűjteményekben
- Móra Ferenc Múzeum, Szeged